# Johannes Wilkes
Johannes Wilkes (* 1961 in Dortmund) ist ein deutscher Schriftsteller.

## Leben und Wirken
Wilkes studierte Medizin in München und lebt seit über 25 Jahren in Erlangen. Er betreibt dort eine psychiatrische Praxis, mit Schwerpunkt auf Kinderpsychologie.
Sein Werk umfasst populärwissenschaftliche Sachbücher, Reiseführer und mehrere Kriminalromanserien.
Die Reiseführer sind dabei oftmals eher Reiseberichte mit persönlichen Beschreibungen als Nachschlagewerke.
Die Kriminalromane gliedern sich in vor allem in Spiekeroog-Krimis, Franken-Krimis und Erlangen-Krimis. Wiederkehrende Charaktere in vielen der Krimis sind das schwule Paar Kommissar Mütze und der Theaterangestelle Karl-Dieter.
Von ihm erschien u. a.: Der Aldi-Äquator, Nürnberg für Neugierige, Gebrauchsanweisung für Erlangen und Fürth ist sexy sowie im ars vivendi Verlag die Reiseführer Das kleine Franken-Buch (2014), Emscher-Touren (2020) und Donau-Radtouren (2021) und die Romane Der Fall Rückert (2016), Muschelkäfer morden nicht (2017), Mord am Walberla (2018), Tod auf dem Poetenfest (2019) und Der Fall Caruso (2020).
Wilkes ist Träger mehrerer Literaturpreise, unter anderem Zweitplatzierter des Godesberger Literaturpreis 2015. Er ist Mitglied der Theodor Fontane Gesellschaft.

## Werke (Auswahl)
Reiseführer
- Der Aldi-Äquator. Fischer verlag, Cadolzburg 2012, ISBN 978-3-59619-471-1.
- Das kleine Franken-Buch. ars vivendi verlag, Cadolzburg 2014, ISBN 978-3-86913-409-3.
- Das kleine Nürnberg-Buch. ars vivendi verlag, Cadolzburg 2016, ISBN 978-3-86913-733-9.
- Das kleine Schwaben-Buch. ars vivendi verlag, Cadolzburg 2016, ISBN 978-3-86913-872-5.
- Das kleine Westfalen-Buch. Humorvolles Lexikon. ars vivendi verlag, Cadolzburg 2016, ISBN 978-3-86913-626-4.
- Das kleine Baden-Buch. Humorvolles Lexikon. ars vivendi verlag, Cadolzburg 2017, ISBN 978-3-86913-837-4.
- Das kleine Isar-Buch. Geschichte, Orte und Menschen von der Quelle bis zur Mündung. Verlag Friedrich Pustet, Regensburg 2018, ISBN 978-3-7917-2815-5.
- Unser schönes Thüringen. Gmeiner verlag, Meßkirch 2019, ISBN 978-3-83922-537-0.
- Nürnberger Land: Wander- und Radtouren, Geschichte, Kultur & Porträts, Kulinarische Highlights. ars vivendi verlag, Cadolzburg 2020, ISBN 978-3-74720-198-5.
- Emscher-Touren: In 5 Tagen mit dem Fahrrad durch den Pott. ars vivendi verlag, Cadolzburg 2020, ISBN 978-3-74720-121-3.
- Donau-Radtouren:  In 4 Tagen mit dem Fahrrad von Ulm in den Schwarzwald. ars vivendi verlag, Cadolzburg 2021, ISBN 978-3-7472-0236-4.

Romane
- Ein Terrorist im Gepäck. Prolibris Verlag, Kassel 2012, ISBN 978-3-95475-074-0.
- Der Tod der Meerjungfrau. Prolibris Verlag, Kassel 2013, ISBN 978-3-95475-009-2.
- Strandkorb 513. Prolibris Verlag, Kassel 2016, ISBN 978-3-95475-126-6.
- Der Fall Rückert. ars vivendi verlag, Cadolzburg 2016, ISBN 978-3-86913-629-5.
- Muschelkäfer morden nicht. ars vivendi verlag, Cadolzburg 2017, ISBN 978-3-86913-778-0.
- Nachts im Watt: Spiekeroog-Krimi. Prolibris Verlag, Kassel 2018, ISBN 978-3-95475-170-9.
- Mord am Walberla. ars vivendi verlag, Cadolzburg 2018, ISBN 978-3-86913-868-8.
- Der Fall Fontane. Gmeiner Verlag, Meßkirch 2019, ISBN 978-3-83922-431-1.
- Tod auf dem Poetenfest. ars vivendi verlag, Cadolzburg 2019, ISBN 978-3-7472-0096-4.
- Abgestürzt. Prolibris Verlag, Kassel 2019, ISBN 978-3-95475-187-7.
- Dünendämmerung. Prolibris Verlag, Kassel 2019, ISBN 978-3-95475-189-1.
- Der Fall Caruso. ars vivendi verlag, Cadolzburg 2020, ISBN 978-3-7472-0186-2.
- Heirate nie auf Spiekeroog. Prolibris Verlag, Kassel 2021, ISBN  978-3-95475-009-2.
- Der Fall Wagner. ars vivendi Verlag, Cadolzburg 2021, ISBN 978-3-747-20231-9.
- Max und Moritz: Was wirklich geschah. Gmeiner Verlag, Meßkirch 2021, ISBN 978-3-839-20049-0.
- Die Zustellerin. ars vivendi Verlag, Cadolzburg 2021, ISBN 978-3-747-20359-0.
- Meeting mit Mord. Gmeiner Verlag, Meßkirch 2022, ISBN 978-3-8392-0282-1.
- Der Fall Emmy Noether. ars vivendi verlag, Cadolzburg 2023, ISBN 978-3-7472-0479-5.
- Kommissar Goethe: Schillers Schädel. Ein literarischer Krimi. Prolibris Verlag, Kassel 2024, ISBN 978-3-95475-261-4.

Sachbücher
- Nichts als Streit und Ärger – Deutsche Literaturgeschichte in Skandalen und Tragödien Kid Verlag, Bonn 2016, ISBN 978-3-929386-61-5.